# Historia de los judíos en Curazao
La historia de los judíos en Curazao se remonta a mediados del siglo XVII, cuando comenzaron a llegar los primeros inmigrantes judíos. Los primeros judíos en Curazao fueron inmigrantes judíos sefardíes de los Países Bajos, Portugal y España. Estos inmigrantes fundaron la Congregación Mikvé Israel-Emanuel, la sinagoga más antigua en uso continuo en América. El primer judío que se estableció en Curazao fue un intérprete judío-holandés llamado Samuel Cohen, quien llegó a bordo de una flota holandesa en 1634. A mediados de 1700, la comunidad era la más próspera de América y muchas de las comunidades judías en América Latina, principalmente en Colombia y Venezuela, fueron resultado de la afluencia de judíos de Curazao.
En el siglo XX, los judíos asquenazíes de Europa del Este emigraron a Curazao y establecieron sus propias tradiciones y una escuela. En 2013 la población judía era de alrededor de 350 personas.

## Historia
En 1492, los judíos de España, después de años de persecución y conversión forzada al catolicismo, fueron expulsados en masa por orden de los Reyes Católicos. Al principio buscaron refugio en Portugal, pero con el tiempo se extendieron por toda Europa a otros lugares con poblaciones judías más numerosas, como Bélgica, Grecia, Italia, Turquía y Holanda. Tantos judíos sefardíes procedentes de España y Portugal se habían establecido en Ámsterdam que en el año 1700 la comunidad de la ciudad era el centro judío más grande de Europa occidental. Cuando la Compañía Holandesa de las Indias Occidentales inició esfuerzos para explotar los recursos de las Américas y fue puesta a cargo de la colonización, los sefardíes comenzaron a involucrarse como traductores y comerciantes. Los holandeses se trasladaron primero a las colonias que antes estaban bajo el control de los portugueses en Brasil y luego se expandieron a otras colonias portuguesas y españolas en el Caribe. 

### Primeros asentamientos
En 1634, los holandeses derrotaron a los españoles en la isla de Curazao y se produjo una migración. El primer judío en llegar a la isla, Samuel Cohen, formó parte de la flota conquistadora y sirvió como intérprete del comandante holandés Johannes van Walbeeck. Los primeros sefardíes comenzaron a llegar en la década de 1650, cuando João d'Ylan lideró a una docena de familias judías para establecer la Plantación De Hoop (Plantación de la Esperanza) en 1651. La Compañía de las Indias Occidentales les concedió una franja de tierra de dos millas a lo largo de la costa y estos colonos establecieron la comunidad de Mikve Israel con el plan de dedicarse a la agricultura. A ellos se unió un grupo de alrededor de setenta colonos que llegaron en 1659, bajo el patrocinio de Isaac da Costa, quien trajo consigo un rollo de la Torá, como regalo de la congregación judía de Ámsterdam. Ese mismo año se consagró el primer cementerio Beth Haim, probablemente el cementerio judío más antiguo de América.
En el transcurso de una generación, los colonos recurrieron al transporte marítimo y al comercio, ya que las condiciones del suelo de la isla eran desfavorables para la agricultura. Incapaces de cultivar sus propios alimentos, los colonos comenzaron a comerciar con las colonias españolas cercanas en Colombia y Venezuela. Sus intereses se extendieron a la banca y al comercio, importando bienes como telas, herramientas, utensilios y armas de parientes en Europa e intercambiándolos o vendiéndolos para obtener alimentos, pieles, tabaco y madera de otras colonias. El cambio de empleo también provocó el traslado de la comunidad a la ciudad amurallada de Willemstad, con fácil acceso al puerto. Utilizando estilos arquitectónicos con los que estaban familiarizados, estos comerciantes construyeron casas similares a las que habían dejado en Ámsterdam, que tenían viviendas en los pisos superiores y almacenes para sus mercancías en los niveles inferiores. Su éxito les llevó a prestar apoyo a otras comunidades sefardíes en Norteamérica y Sudamérica.
En 1674, gran parte de la población había emigrado a Willemstad y una de las casas se convirtió en lugar de reunión de la congregación. Ese mismo año llegó el primer rabino calificado a la comunidad: Josiau de David Pardo, un emigrante holandés y yerno del erudito de la Torá Saúl Levi Morteira. En 1690, la comunidad judía superó las necesidades originales y adquirió una nueva casa de culto que fue reemplazada por una sinagoga propiamente dicha en 1703. Una parte de la población judía emigró a Newport, Rhode Island, en 1694; el historiador Max J. Kohler conjeturó que esto se debió a que el asentamiento en Curazao había resultado "infructuoso" para algunas familias, a pesar de sus libertades religiosas y civiles.
La comunidad también estableció un importante comercio de exportación de textiles y equipos para las plantaciones, y estableció las primeras rutas comerciales de la isla hacia Venezuela para la compra de cacao. Pocos comerciantes judíos participaban directamente en el comercio de esclavos, a pesar de que ésta era la principal actividad económica de Curazao.[cita requerida] Una excepción fue Phelipe Henriquez (1660-1718), un comerciante judío que supervisó el transbordo de más de tres mil esclavos vía Curazao a Cartagena entre 1680 y 1701. A pesar de estos esfuerzos comerciales, las familias judías siguieron siendo algo más pobres que sus contrapartes protestantes holandesas. Los registros fiscales de 1702 y 1707 agrupan a toda la población judía en la mitad inferior de los ingresos, con el 60 por ciento de las familias en el tramo impositivo más bajo, en comparación con el 50 por ciento de los protestantes.

### Siglo XVIII
El crecimiento de la ciudad continuó y, como el espacio dentro de las murallas se hizo escaso, Otrobanda se pobló de judíos menos pudientes, que no podían afrontar los alquileres más altos de Willemstad. En 1732 se construyó la segunda sinagoga de la comunidad Mikve Israel. La congregación tenía muchas costumbres y rituales únicos, como un Talit negro especial usado en Tisha B'Av por su rabino, requiriendo que alguien que leyera el Libro de las Lamentaciones usara zapatos negros y usara un yad negro, y marcar el plato en una ceremonia de boda arrojando una copa de vino al plato. El edificio era una versión más pequeña de la Sinagoga Portuguesa de Ámsterdam y es la sinagoga más antigua que existe en América.  Para los judíos de Otrobanda surgió un problema: cruzar el puerto para asistir a los servicios era una violación de la prohibición de trabajar en Shabat; por ello, en 1746 se construyó otra sinagoga, Neve Shalom, como satélite de facto de Mikve Israel. En 1746, la comunidad era la población judía más grande de América, compuesta por 270 familias. Alcanzó su punto máximo dos años más tarde con 280 familias, o alrededor de 1.500 personas, y sus miembros apoyaban generosamente a las instituciones judías de Tierra Santa y a otras comunidades.
A lo largo del siglo, las familias judías establecieron una fuerte presencia en el comercio y la propiedad de barcos, y fueron el pilar de los seguros y el corretaje. En 1734, 39 de los 44 aseguradores de Curazao eran judíos; en la década de 1790 había 17 judíos entre los 25 corredores comerciales de la isla. A principios del siglo XVIII, un comerciante judío, Daniel Cohen Henriquez, también ocupaba una posición central como clasificador de los distintos tipos de tabaco antes de su exportación a Ámsterdam.
En 1785, aproximadamente el cuarenta por ciento, o 1200, de la población blanca de la isla era judía.Cuando se produjo la Revolución Francesa, los antimonárquicos en Holanda se movilizaron contra Guillermo V, Príncipe de Orange, obligándolo a abdicar. Los franceses establecieron un agente en Curazao, obligando a muchos miembros de la comunidad judía que apoyaban a Guillermo V a abastecer sus barcos y dar un trato preferencial al comercio y los bienes franceses. Al introducir un antisemitismo hasta entonces desconocido en la isla, los franceses enviaron un escuadrón desde Guadalupe para ocupar Curazao. Los habitantes de la isla levantaron una Guardia Nacional, integrada por los oficiales judíos Haim Abinun de Lima, Raphael Alvares Correa y Abraham Shalom Delvalle, que repelió la invasión. Con el pretexto de ayudar a los isleños, los británicos invadieron el país en 1800. Aunque los dirigentes judíos se resistieron, los británicos mantuvieron su posición hasta 1816. Si bien los británicos no pudieron interferir en la vida religiosa de la comunidad, su ocupación creó trastornos económicos en Curazao.
A finales del siglo, más de la mitad de la población blanca de Curazao era judía. Originalmente, hablaban principalmente portugués, pero con el tiempo muchos hablaban papiamento, añadiendo palabras portuguesas y hebreas al criollo nativo.

### Siglo XIX
Simón Bolívar visitó la isla en 1812, cuando todavía estaba bajo dominio británico. Se refugió en la comunidad judía de Otrobanda y pudo cultivar el apoyo a su movimiento independentista a través del desdén mutuo hacia el dominio español, que compartía con los judíos de Curazao.Bolívar inspiró a hombres como David Haim de Moshe López Peña, quien sirvió como coronel; Benjamín Henriques, quien se convirtió en capitán de caballería; y Juan de Sola, quien comandó la caballería en la Batalla de Carabobo en 1821, para unirse a su lucha por la independencia de América Latina.Cuando los holandeses recuperaron la posesión de la isla en 1816, la población judía había disminuido en un quince por ciento. Además, la proporción de sexos estaba sesgada debido a la situación económica. Como los hombres no podían conseguir empleo, abandonaban la isla y se trasladaban a Santo Tomás, ocupado por los daneses, o a América Latina, donde los países estaban empezando a ganar su independencia y a revocar las leyes de la Inquisición.Como a las mujeres ortodoxas no se les permitía viajar sin un acompañante masculino, pocas mujeres judías abandonaron Curazao durante el mismo período en que los hombres emigraban. El crecimiento de las comunidades judías latinoamericanas, principalmente en Colombia y Venezuela, fue resultado de la afluencia de judíos de Curazao.
La emigración de hombres judíos jóvenes creó una falta de maridos disponibles para las mujeres judías de Curazao. Incapaces de viajar o casarse fuera de su fe, un nuevo grupo de mujeres solteras y dependientes surgió en la isla. Por otra parte, los hombres judíos migrantes a menudo se casaban con mujeres gentiles en su nuevo lugar de residencia y abandonaban su fe. Los judíos que permanecieron en Curazao se casaron dentro de su comunidad, al igual que aquellos que emigraron a lugares donde existían otras comunidades judías, como St. Thomas. Sin embargo, como a mediados de siglo las mujeres superaban en número a los hombres en la comunidad, sólo el cincuenta y dos por ciento de las mujeres judías de Curazao se casaron. Aunque un breve pogromo en Coro, Venezuela y un huracán en Santo Tomás trajeron una afluencia de inmigrantes en el período de 1855 a 1867, la mayoría de esos inmigrantes abandonaron Curazao después de que se restableció la normalidad.

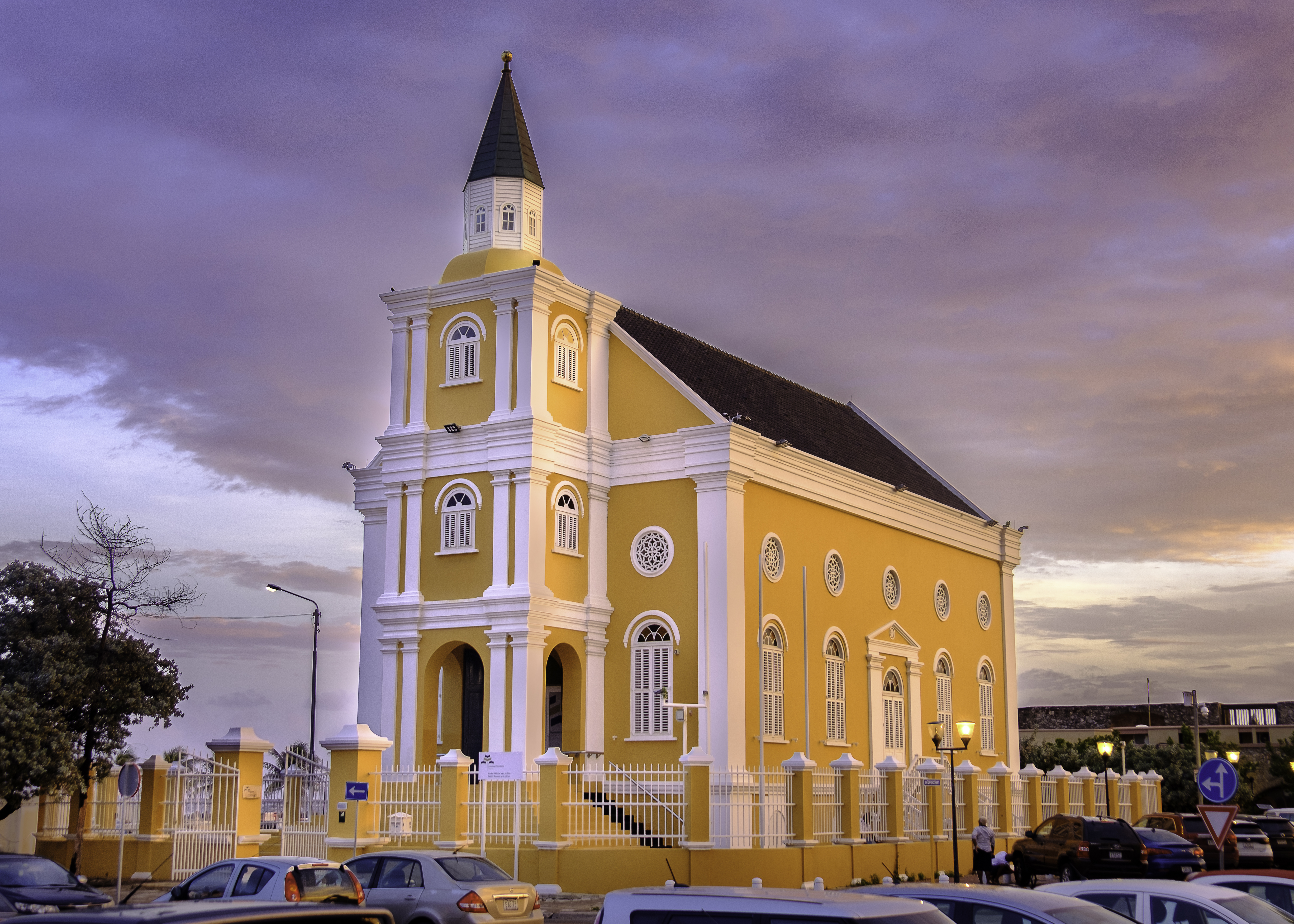
Templo Emanuel, en Willemstad, Curazao. Terminado en 1867.

En 1864, aproximadamente un tercio de la población judía de Curazao rompió con la tradición ortodoxa y construyó una nueva sinagoga, el Templo Emanuel, que se adhirió a los principios del Movimiento Judío Reformista. También lo consagraron en el cementerio de Berg Altena.
En la década de 1870, la educación de las mujeres judías estaba adquiriendo cada vez más importancia en Curazao. Muchas mujeres sefardíes asistieron al Colegio Colonial, una escuela dirigida por José R. Henriquez y su esposa, donde aprendieron aritmética, astronomía, etiqueta, religión general, geografía, idiomas, lectura y escritura, junto con estudiantes de Colombia, República Dominicana y Venezuela. Estas mujeres educadas, que tenían pocas oportunidades laborales, dirigieron su atención hacia proyectos sociales de caridad. Uno de esos proyectos fue encabezado por Rebecca Cohen Henriquez, quien dirigió a los miembros del "Club Entre Nous" para construir el Parque Reina Guillermina en 1899.

### Siglo XX
En 1926, un grupo de judíos asquenazíes, principalmente de Rumania, se estableció en Curazao.Estos judíos de Europa del Este, procedentes de la zona histórica de Besarabia, no se dirigían originalmente al Caribe. Las cuotas impuestas en Estados Unidos después de la Primera Guerra Mundial desviaron muchas poblaciones de inmigrantes hacia América Latina; sin embargo, cuando los barcos pararon en Curazao, algunos de los inmigrantes se quedaron, encontrando allí paz. Los primeros migrantes fueron hombres que encontraron esposas en sus países de origen o en comunidades cercanas de Colombia y Venezuela. Muchos eran artesanos o vendedores ambulantes y al principio de su asentamiento compraban productos a mayoristas sefardíes, que luego vendían por las zonas rurales de la isla.
El 10 de mayo de 1940, las autoridades del gobierno de Curazao confiscaron todos los barcos alemanes en respuesta a la invasión alemana de los Países Bajos. En la vecina Bonaire se estableció un campo de internamiento para las tripulaciones, de casi 500 hombres y otros considerados enemigos del Estado, que fueron detenidos hasta que terminó la guerra. Se erigió un monumento para honrar a los antillanos que murieron durante la Segunda Guerra Mundial, enumerando 162 nombres. Uno de ellos, George Maduro, sirvió como oficial de reserva en el ejército holandés, se unió a la resistencia después de que los holandeses se rindieron y ayudó a los pilotos aliados derribados en su escape, antes de ser arrestado y asesinado en Dachau. Madurodam, un parque en La Haya, fue construido para honrar su vida.

#### «Visas para Curazao»
Durante la Segunda Guerra Mundial, Curazao jugó un papel indirecto en el rescate de judíos de la Lituania ocupada por los nazis. En julio de 1940, tras la toma de posesión soviética de los Estados bálticos, Nathan Gutwirth, un ciudadano holandés que estudiaba en la yeshivá Telshe, buscó una forma de abandonar Lituania ante la ausencia de relaciones diplomáticas entre la Unión Soviética y Holanda. Gutwirth solicitó al embajador holandés en Lituania, LPJ de Dekker, un visado para la colonia holandesa de Curazao, desde donde esperaba continuar hacia Estados Unidos. De Dekker le informó que Curazao no requiere ninguna visa de entrada para ciudadanos o no ciudadanos, sólo un permiso de aterrizaje firmado por el gobernador. Reconociendo esto como una forma de ayudar a otros judíos a escapar de Lituania, de Dekker ordenó a todos los cónsules holandeses que sellaran cualquier pasaporte o documento de identidad perteneciente a cualquier refugiado con la declaración:

La Legación Real Holandesa en Riga declara por la presente que no se requiere visa para la entrada de extranjeros a Surinam, Curazao y otras posesiones holandesas en América.

omitiendo la parte sobre el permiso de aterrizaje.
El rabino Zerach Warhaftig, un líder sionista polaco, se enteró del plan y arregló con el cónsul holandés temporal en Kaunas, el empresario Jan Zwartendijk, emitir "visas de Curazao" a cualquiera que las solicitara.Sin recibir permiso de la misión diplomática holandesa en Riga, Zwartendijk emitió 2.200 visas de Curazao entre el 24 de julio y el 2 de agosto de 1940, el día antes de que los soviéticos cerraran su oficina.
Aunque los soviéticos aceptaron respetar las visas de Curazao, insistieron en que los titulares de las mismas también tuvieran una visa de tránsito a un país fuera de Rusia. En ese momento entró en escena el cónsul japonés en Kaunas.Chiune Sugihara había estado buscando una manera de ayudar a los judíos lituanos a escapar a Japón bajo el Plan Fugu. Sugihara trabajó en conjunto con Zwartendijk para emitir 2.200 visas de tránsito a Japón, con Curazao como destino final.Con estas visas, los judíos pudieron obtener visas de salida del gobierno soviético y tomar el ferrocarril Transiberiano a Vladivostok, con destino a Kobe, Japón. Ninguno de los titulares de visas llegó realmente a Curazao.

### Posguerra
En 1964, las congregaciones de Mikve Israel y Temple Emanuel se fusionaron y acordaron seguir los rituales del Movimiento Judío Reconstruccionista en un esfuerzo por preservar las tradiciones de ambas congregaciones.A finales de la década de 1960, algunos judíos asquenazíes se marcharon tras convertirse en blanco de disturbios. Otros se marcharon en la década de 1980, cuando la recesión económica y la devaluación de la moneda venezolana hicieron más atractiva la migración a Estados Unidos.
Aproximadamente 350 judíos permanecen en Curazao. Mantienen el Museo Histórico Cultural Judío, que está conectado a la sinagoga Mikve Israel-Emanuel. El museo contiene artefactos religiosos, incluida una mikve de 1729 y dieciocho Torás históricas. La comunidad también opera una escuela combinada, la Escuela Comunitaria Hebrea, que es operada por ambas congregaciones, Mikvé Israel-Emanuel y Sharei Tsedek.Desde 2017, Shaarei Tsedek está dirigido por un rabino de Jabad y sirve a la comunidad judía local y a los turistas. La sinagoga está abierta para servicios semanales y organiza una variedad de actividades, como cenas de Shabat, servicios festivos y clases educativas.